# Са Машаду, Виктор
Виктор Антониу Аугушту Нуньеш ди Са Машаду (порт. Victor António Augusto Nunes de Sá Machado; 18 ноября 1933, Кунья (Ангола) — 27 апреля 2002, Лиссабон) — португальский политик и дипломат, один из руководителей правой партии Социально-демократический центр. Министр иностранных дел Португалии в 1978 году.

## Дореволюционная деятельность
Родился в семье португальских поселенцев в Анголе. Среднее образование получил в Са-да-Бандейре, после чего переехал в Португалию. Окончил юридический факультет Коимбрского университета.
С 1960 — член совета директоров Фонда Галуста Гюльбенкяна. Курировал вопросы здравоохранения, социальной защиты и трудовых отношений.
Виктор Са Машаду придерживался правых национал-католических взглядов. В то же время он выступал за демократизацию и был оппозиционно настроен к Новому государству Антониу Салазара. На президентских выборах 1958 года поддерживал оппозиционного кандидата Умберту Делгаду. По этой причине не смог получить докторскую степень в Коимбрском университете и не был принят на постоянной основе преподавателем в Университет Порту.

## Политик и министр
25 апреля 1974 года Революция гвоздик свергла режим «Нового государства». Виктор Са Машаду стал одним из учредителей правой христианско-демократической партии Социально-демократический центр (СДЦ). Занимал в СДЦ третью позицию после Диогу Фрейташа ду Амарала и Аделину Амару да Кошты. Выступал с консервативных антикоммунистических позиций.
На выборах 1975 года Виктор Са Машаду был избран от СДЦ в Учредительное собрание. Голосовал против проекта Конституции, содержавшего тезис о «переходе к социализму». На выборах 1976 года стал депутатом Ассамблеи республики и был избран вице-председателем португальского парламента. В составе парламентских делегаций участвовал в саммитах НАТО, заседаниях Генеральной ассамблеи ООН и Генеральной конференции ЮНЕСКО. В 1977 посетил Москву.
В 1978 году Виктор Са Машаду вошёл в состав коалиционного правительства социалиста Мариу Соареша. С 30 января 1978 по 29 августа 1978 занимал пост министра иностранных дел Португалии.
После отставки кабинета сосредоточился на общественной, дипломатической и экспертно-аналитической деятельности.

## Общественный деятель и дипломат
Виктор Са Машаду участвовал в создании и деятельности нескольких неправительственных организаций — Института свободы и демократии (был его первым президентом), Института международных стратегических исследований, Португальской ассоциации международных отношений. Состоял в руководящих органах лондонского Международного африканского института и римского Международного института Жака Маритена. В 1976—1978 и 1980—1989 возглавлял португальскую комиссию ЮНЕСКО. Являлся также почётным представителем верховного комиссара ООН по делам беженцев в Португалии. Выступал с лекциями в европейских, американских и африканских университетах.
В 1992 году руководил группой наблюдателей на выборах в Анголе (международное участие, однако, не смогло предотвратить Резню Хэллоуин). В 1998 участвовал в конференции глав государств и правительств Содружества португалоязычных стран в Кабо-Верде.
В 1994 году основал христианско-демократическую организацию Гуманизм и демократия, впоследствии влившуюся в Соцпартию.
29 декабря 1998 Виктор Са Машаду занял пост председателя совета директоров Фонда Галуста Гюльбенкяна. Возглавлял Фонд до своей кончины 27 апреля 2002.
Виктор Са Машаду являлся кавалером ряда португальских, бразильских, испанских, французских, норвежских, кабо-вердинских орденов. Имел звание почётного доктора Коимбрского университета и Университета Порту.

## Семья
Виктор Са Машаду был женат на датчанке, имел двух сыновей и дочь.

## Награды
Награды Португалии
| Страна     | Дата             | Награда                                            | Награда                                            | Литеры |
| ---------- | ---------------- | -------------------------------------------------- | -------------------------------------------------- | ------ |
| Португалия | 13 июля 1981 —   | Кавалер Большого креста ордена Инфанта дона Энрике | Кавалер Большого креста ордена Инфанта дона Энрике | GCIH   |
| Португалия | 4 февраля 1989 — | Кавалер Большого креста ордена Заслуг              | Кавалер Большого креста ордена Заслуг              | GCM    |

Награды иностранных государств
| Страна     | Дата вручения | Награда                                              | Награда                                              | Литеры |
| ---------- | ------------- | ---------------------------------------------------- | ---------------------------------------------------- | ------ |
| Норвегия   | —             | Кавалер Большого креста ордена Святого Олафа         | Кавалер Большого креста ордена Святого Олафа         |        |
| Бразилия   | —             | Кавалер Большого креста ордена Южного Креста         | Кавалер Большого креста ордена Южного Креста         |        |
| Испания    | —             | Кавалер Большого креста ордена Изабеллы Католической | Кавалер Большого креста ордена Изабеллы Католической |        |
| Франция    | —             | Гранд-офицер ордена Почётного легиона                | Гранд-офицер ордена Почётного легиона                |        |
| Кабо-Верде | —             | Медаль Заслуг 1 класса                               | Медаль Заслуг 1 класса                               |        |